# Badr Airlines
Badr Airlines, precedentemente Sarit Airlines (dal 1997 al 2004), è una compagnia aerea con sede a Khartoum, in Sudan. Opera servizi aerei cargo e passeggeri per missioni di aiuto umanitario e voli charter VIP. Le sue basi principali sono l'aeroporto Internazionale di Khartoum e l'aeroporto Internazionale di Sharja.

## Destinazioni
Badr Airlines effettua trasporti di merci e passeggeri per aiuti umanitari in gran parte del Sudan attraverso il Programma alimentare mondiale delle Nazioni Unite, UNICEF, UNOPS, ESS, Medici senza frontiere, l'Organizzazione delle Nazioni Unite per l'alimentazione e l'agricoltura e il Movimento internazionale della Croce Rossa e della Mezzaluna Rossa. Opera inoltre voli charter e VIP.

## Flotta
A dicembre 2022 la flotta di Badr Airlines è così composta: